# Станционный (Краснодарский край)
Станцио́нный — посёлок в Апшеронском районе Краснодарского края России. Входит в состав Куринского сельского поселения.

## География

### Географическое положение
Посёлок Станционный расположен в долине реки Пшиш в 4 км от г. Хадыженск и 67 км от Чёрного моря (г. Туапсе). Посёлок окружён небольшими горами, покрытыми густой растительностью. Река Пшиш делит посёлок на 2 части, которые соединены двумя висячими мостами.

### Климат
Климат в значительной степени определяется окружающими горами и широкими долинами рек Пшиш, что создает тёплый умеренный климат.
Среднегодовая температура воздуха составляет +12,5 °C, при среднегодовой норме осадков в 1000 мм. Среднемесячная температура самого тёплого месяца (июль) составляет около +23,0 °C, среднемесячная температура самого холодного месяца (январь) около +2,5 °C. Относительная влажность в городе — 69 %. Продолжительность тёплого времени года составляет 8 месяцев: с апреля по ноябрь. Зима длится около 70 дней и температуры редко спускаются ниже 0 °C. Снежный покров не устойчив. Лето жаркое, но не знойное. Обильная растительность создает много тени и прохлады.

### Растительность
Богатая растительность представлена следующими культурами — яблоня, груша, слива, алыча, персик, виноград, вишня, черешня, малина, смородина, крыжовник, кизил, ежевика, клубника, фундук, грецкий орех, каштан и многими видами овощей. В лесу преобладают граб и дуб. Цветёт много разновидностей цветов — роза, тюльпан, нарцисс, астры, гвоздика, сирень, цикламен, подснежник, ландыш, пион и многие другие.

### Улицы
| - ул. Весенняя, - ул. Дачная, - ул. Дом военной охраны, - ул. Заречная, - ул. Заречная 2-я, - ул. Ольховая, | - ул. Первомайская, - ул. Подгорная, - ул. Привокзальная, - ул. Прусакова, - ул. Солнечная, - ул. Тихая, | - ул. Тоннельная, - ул. Тоннельная 1-я, - ул. Тоннельная 2-я, - ул. Чкалова, - ул. Чернышевского |

## История
Возник как посёлок железнодорожников при станции Хадыженская.
Решением Краснодарского краевого Совета народных депутатов № 868 от 26.12.1974 в состав посёлка включен Заречный .

## Население
| 2002 | 2010 |
| ---- | ---- |
| 923  | ↗976 |

## Инфраструктура
Путевое хозяйство железной дорогм «Армавир-Туапсе».
Учиться школьники ездят в ст. Куринскую, в г. Хадыженск.

## Транспорт
Железнодорожная станция — Хадыженская, на которой останавливаются поезда дальнего следования и пригородные электрички. Также через посёлок проходит автомобильная дорога Хадыженск-Туапсе.